# カリフォルニア州のインディアン・カジノ一覧

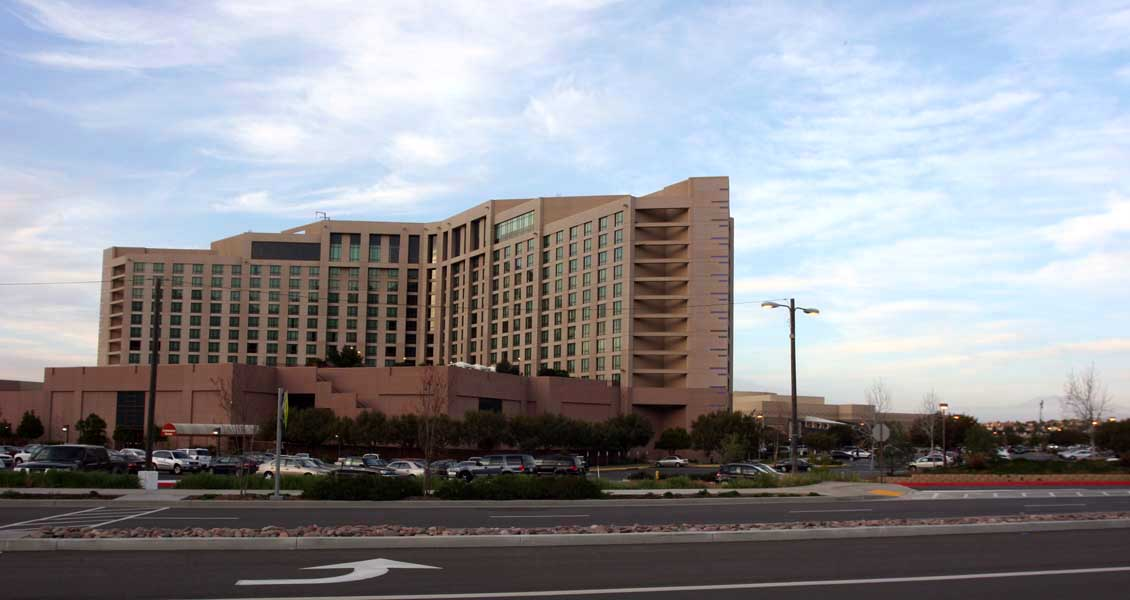
「ペチャンガ・リゾート&カジノ」

カリフォルニア州のインディアン・カジノ一覧
（※印）は、「同州最大級」とされるカジノ・リゾートである。
≪カリフォルニア州北部のインディアン・カジノと経営部族≫
- ウィントゥン族

「キャッシュ渓流カジノリゾート」※
「コルサ・カジノリゾート」
- チャー＝アエ・ハイツ・トリニダード集落（ユロク族、ウィヨット族、トロワ族）

「チャー＝アエ・ハイツ・カジノ」
- マットレ族・ローハーヴィル集落

「熊の川のカジノ」
- スーザンヴィル集落（パイユート族、マイドゥ族、ピットリバー族&ワショー族 ）

「ダイヤモンド山カジノ&ホテル」
- トロワ族

「ヘラジカ谷カジノ」
「ラッキー7カジノ」
- マイドゥ族

「羽根の滝のカジノ&ロッジ」
「黄金の国のカジノ」
- ミウォク族（ミ＝ワク族）

「ジャクソン集落カジノ&ホテル」
「チキン農場ビンゴ&カジノ」
「赤い鷹のカジノ」※
- アコマウィ族・アルチュラス集落

「沙漠の薔薇のカジノ」
- ポモ族

「コヨーテ谷カジノ」
「コノチ・ビスタ・カジノ・リゾート」
「サン・パブロ・リットン・カジノ」
「コヨーテ谷・ショダカイ・カジノ」
「ホップランド・ショ・カ・ワー・カジノ」
「ロビンソン集落・リゾート&カジノ」
「二本松カジノ&ホテル」
「シャーウッド谷集落カジノ」
「川の岩のカジノ」
「ブラック・バート・カジノ・ウィリッツ」
「砂糖鉢のカジノ」（係争中）
- チュオルムネ集落（ミウォク族、ヨクト族）

「黒いオークのカジノ」
- フーパ族

「幸運の熊のカジノ」
- ピットリバー族

「ピット川のカジノ」
- カート族・レイトンヴィル集落

「赤い狐のカジノ」
- ノムラキ族パスケンタ・バンド

「転がる丘のカジノ」
- オーバーン・インディアン共同体連合

「雷の谷のカジノ」※
- 青い湖畔の集落（ウィヨク族、ユロク族、フーパ族）

「青い湖畔のカジノ」
- レッディング集落（ウィントゥン族、ピットリバー&ヤナ族）

「ウィン＝リバー・カジノ」
≪カリフォルニア州中部のインディアン･カジノと経営部族≫
- チュクチャンシ族

「チュクチャンシ・黄金のリゾート&カジノ」
- チュマシュ族

「チュマシュ・カジノ」
- ヨクト族

「鷲の山のカジノ」
- パイユート族

「パイユート宮殿カジノ」
- モノ族

「モノ・風のカジノ」
「テーブル山のカジノ」※
- タチ・ヨクト族（サンタローザ集落）

「タチ宮殿カジノ」

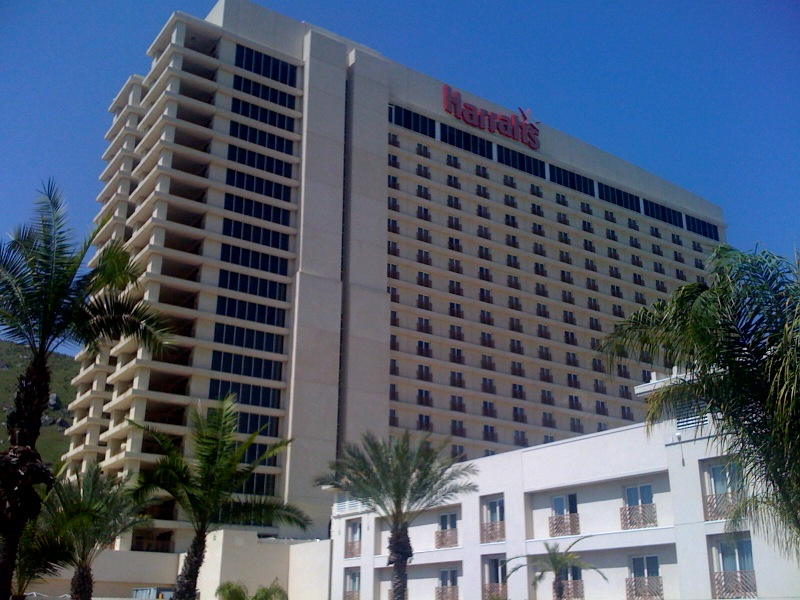
「ハラーのリンコン・カジノ・リゾート」

≪カリフォルニア州南部のインディアン･カジノと経営部族≫
- ミッション･インディアン

「ファンタジースプリングス・リゾート・カジノ」-カバゾン・バンド　同州初の記念すべきインディアン・カジノ第一号
「ハラーのリンコン・カジノ・リゾート」-リンコン・バンド
「サン・マニュエル・インディアン・ビンゴ&カジノ」-サンマニュエルバンド※
「サンタ・イザベル・カジノ・リゾート」-サンタイザベル・バンド
「ソボバ・カジノ」 -ソボバ・バンド」
「ヴィエハス・カジノ&競馬倶楽部」-ヴィエハス・バンド※

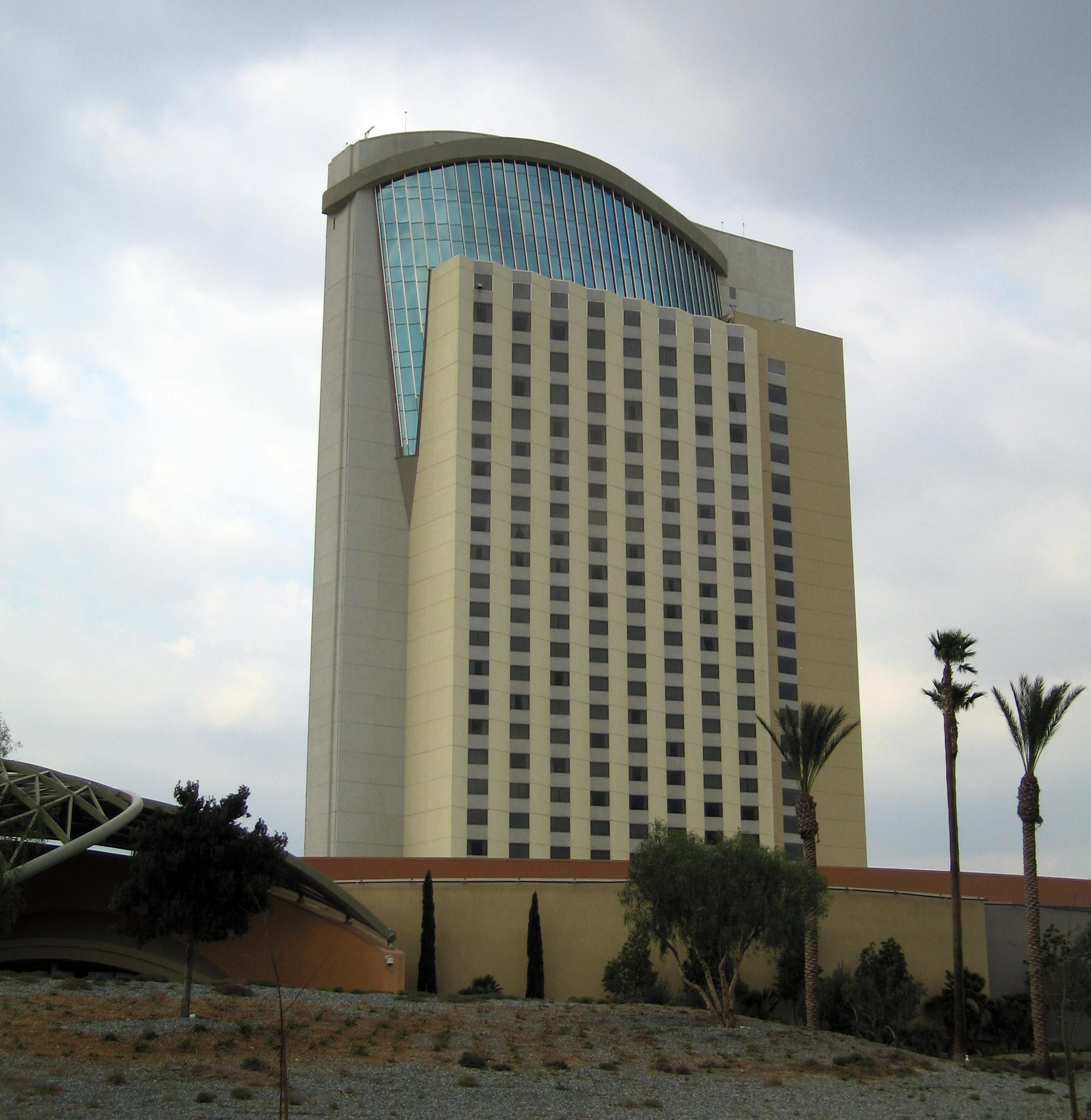
「モロンゴ・カジノ・リゾート・温泉」

「モロンゴ・カジノ・リゾート・温泉」 -モロンゴ・バンド※
「バロナ・リゾート&カジノ」-バロナ・バンド※
「カジノ・パウマ」-パウマ・バンド
「パラ・カジノ温泉リゾート」-パラ・バンド※
「ペチャンガ・リゾート&カジノ」-ルイセノ・バンド※
「温泉リゾート・カジノ」-カフイラ・バンド
「赤い大地のカジノ」-カフイラ・バンド
「ジャマル・カジノ・サンディエゴ」（計画中）-ジャマル・バンド
- カフイラ族

「アグアカリエンテ・カジノ・リゾート・温泉」
「オーガスティン・カジノ」
「カフイラ渓流カジノ」
- チェメフエヴィ族

「ハヴァス・ランディング・カジノ」
「スポットライト29カジノ」
「ニーウィー・カジノ・29パームス」（近日開業予定）
- ケチャン族

「ケチャン・カジノ・リゾート」
- クメヤーイー族

「渓谷展望カジノ」
「黄金の団栗カジノ」
「シクアン・カジノ&リゾート」
「ラ・ポスタ・カジノ」
「ラ・ホラ交易所&カジノ」（計画中）